# Chinesische Islamische Vereinigung

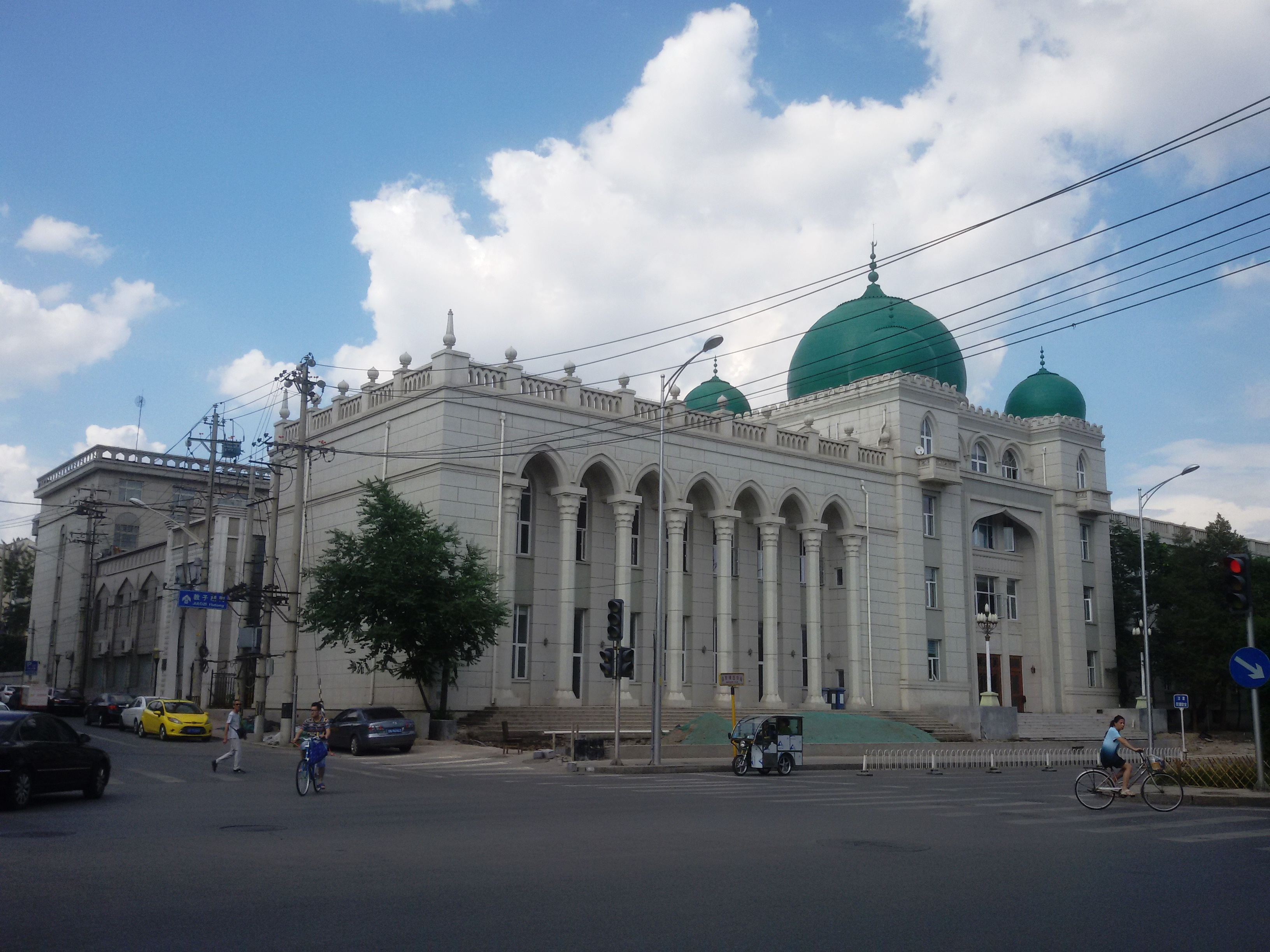
Sitz der Chinesisch-Islamischen Vereinigung in Peking

Die Chinesische Islamische Vereinigung (chinesisch 中国伊斯兰教协会, Pinyin Zhōngguó Yīsīlánjiào xiéhuì; engl. Islamic Association of China) ist eine nationale religiöse Organisation in China. Sie wurde im Jahr 1953 nach einem Vorbereitungstreffen ein Jahr zuvor in der chinesischen Hauptstadt Peking gegründet, wo sie bis heute ihren Sitz hat.
Burhan Shahidi, Da Pusheng, Ma Jian, Liu Geping, Saifuding Aizezi und Pan Shiqian und Zhang Jie hatten zur Gründungsversammlung aufgerufen. Sie beansprucht, die Vertretung aller Muslime Chinas zu sein. Ihr derzeitiger Vorsitzender ist Chen Guangyuan, der Vizevorsitzende war unter anderem Aronhan'aji. Ihr Hauptsitz befindet sich in der Nähe der ältesten Pekinger Moschee, der Moschee in der Rindergasse.
Bei der konstituierenden Sitzung am 11. Mai 1953 in Peking waren Vertreter von zehn Nationalitäten der Volksrepublik China (Hui, der Uiguren, der Tataren, der Kirgisen, der Kasachen, der Usbeken, der Tadschiken, der Dongxiang, der Salar und der Bao’an) anwesend. Als Aufgaben und Ziele werden genannt: die Unterstützung der Volksregierung bei der Umsetzung der Politik der Religionsfreiheit; die Tradition des Islam fortzuführen; die Liebe zum Vaterland; die Muslime an einer Teilnahme des sozialistischen Aufbaus des Vaterlandes zu vereinen, den Weltfrieden zu erhalten; freundschaftliche Beziehung mit Muslimen anderer Länder zu entwickeln, die Sicherung des Weltfriedens usw. Leitendes Gremium ist der nationale Kongress.
Yang Faming ist der Vorsitzende der Vereinigung, Jin Rubin der Vizevorsitzende.